# Vladimír Hatlák
Vladimír Hatlák (17. února 1878 Kroměříž – 1. srpna 1951 Brno), byl český a československý politik a poslanec Revolučního národního shromáždění Republiky za Českou státoprávní demokracii, respektive za z ní vzniklou Československou národní demokracii.

## Biografie
V roce 1902 se stal tajemníkem Ústředního spolku živnostníků moravských v Brně. Dlouhodobě se pak věnoval organizační práci v živnostenských a podnikatelských korporacích. Od roku 1907 byl členem zemské živnostenské rady na Moravě.
Po vzniku republiky zasedal v Revolučním národním shromáždění za Českou státoprávní demokracii, později za z ní vzniklou Československou národní demokracii. Do tohoto zákonodárného sboru nastoupil na 48. schůzi v květnu roku 1919. Byl profesí „vrchní konsulent živnostenské rady v Brně“.
Ve 20. letech působil jako náměstek generálního ředitele Moravské hypoteční a zemědělské banky.
Je autorem několika knih. Například Tři vzpomínky na T. G. Masaryka z roku 1938.